# Altered Beast
Altered Beast (獣王記 Jūōki?, även känt som "Beast King's Chronicle") är ett arkadspel från 1988. Det utvecklades och producerades av Sega. Efter en tid släpptes spelet även till flera spelkonsoler och hemdatorer, bland annat till Sega Mega Drive. Spelet släpptes även som en del av spelsamlingarna Sega Mega Drive Collection och Sega Mega Drive Ultimate Collection.
I spelet blir man åkallad av guden Zeus som ger en uppdraget att rädda hans dotter Atena från en dödsgud. Under spelets gång får man på varje nivå uppgraderingar, och när man uppnått tre stycken (det maximala antalet) så förvandlas ens karaktär till en "Altered Beast" varefter spelaren möter en boss i slutet av nivån. När bossen har dödats kommer dödsguden och tar ens uppgraderingar och man hoppar bokstavligt talat ner till nästa bana.
Spelet består av fem banor, som var och en har en egen "Altered Beast" som man förvandlas till. På bana 1 transformeras karaktären till en varulv, på bana 2 till en drake, på bana 3 till en björn, på bana 4 en tiger och på bana 5 till en mer kraftfull gyllene varulv. 